# Ermes Muccinelli

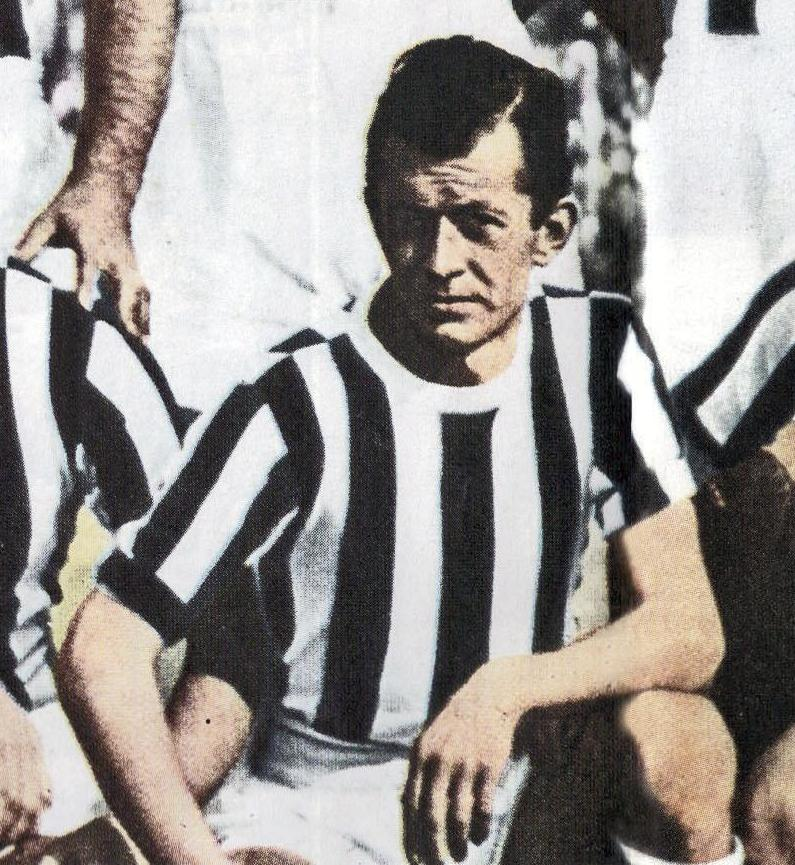
Muccinelli a la Juventus en la temporada 1951/52

Ermes Muccinelli (Lugo di Romagna, Rávena, 28 de julio de 1927 - San Paolo di Savona, 4 de noviembre de 1994) fue un futbolista italiano. 

## Biografía
Comenzó a jugar al fútbol en las filas del Biellese, y luego pasó a formar parte, con 19 años de edad, de la Juventus de Turín como ala diestra, debutando el 24 de noviembre de 1946 con victoria 4-0 Triestina. En el club turinés llamó la atención de los aficionados por su fuerte disparo en contraste a su condición atlética (1,63 m de estatura y 60 kg de peso), por su estilo de juego y a su vez por su carácter controversial.
Con Giampiero Boniperti y John Hansen formó una gran delantera (predecesora de El Trío Mágico), la cual marcó 301 goles en la Serie A entre 1950 y 1952, conquistando los Scudettos de esos años. También formó sociedades con Kart Aage Praest y Martino.
Durante las doce temporadas (334 partidos) que militó en la Vecchia Signora anotaría 89 goles hasta 1957, año en que se marchó al Lazio, conjunto en el que conquistó una Copa de Italia en 1958.
Debutó con la selección italiana el 5 de marzo de 1950 con victoria 3–1 sobre Bélgica, participando en los Mundiales de Brasil del mismo año y en el de Suiza de 1954, en los que acumuló 4 partidos para un total de 15 (y 4 goles en su haber).
Posteriormente y gracias amistad que siempre mantuvo con Boniperti, regresaría a la Juve para concluir la práctica deportiva profesional en 1959.

## Clubes
| Club     | País   | Año         |
| -------- | ------ | ----------- |
| Juventus | Italia | 1946 - 1957 |
| Lazio    | Italia | 1957 - 1958 |
| Juventus | Italia | 1959        |

## Palmarés

### Torneos nacionales
| Título         | Club     | País   | Año  |
| -------------- | -------- | ------ | ---- |
| Serie A        | Juventus | Italia | 1950 |
| Serie A        | Juventus | Italia | 1952 |
| Copa de Italia | Lazio    | Italia | 1958 |